# Misión de Nuestra Señora de Guadalupe del Norte
La Misión de Nuestra Señora de Guadalupe del Norte fue la última misión dominica fundada en Baja California en 1834. La primera misión fundada después de la Independencia de México por el misionero dominico Félix Caballero, en el actual Valle de Guadalupe. Este valle recibe su nombre de la misión.

## Historia

### Fundación

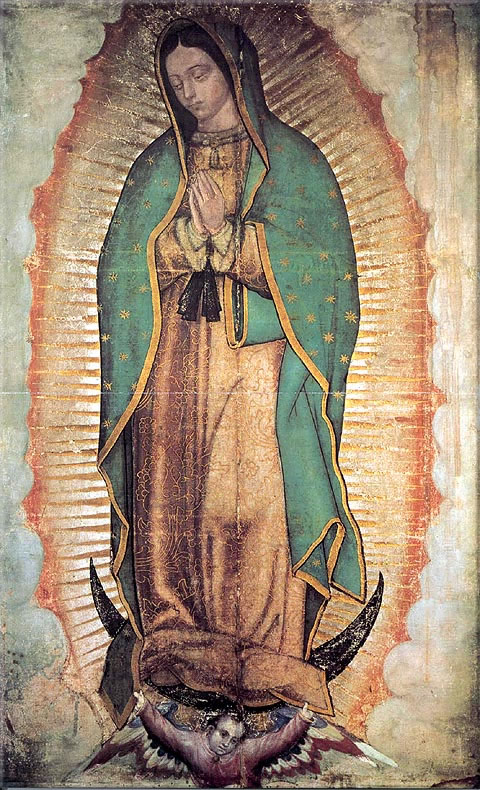
La Virgen de Guadalupe dio su nombre a la misión y al Valle.

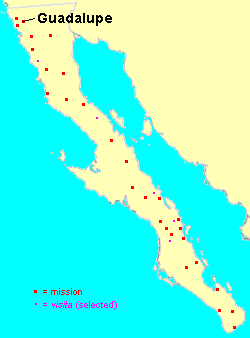
Mapa de ubicación de la Misión de Nuestra Señora de Guadalupe del Norte en Baja California, México.

La Misión de Nuestra Señora de Guadalupe del Norte fue la última misión establecida por misioneros dominicos en ambas Californias. La llegada de los dominicos se dio tras la expulsión de los misioneros jesuitas del área de Baja California en 1773. Al llegar a Baja California, los dominicos se enfrentaron a condiciones inhóspitas en una región poco conectada con el resto del país. Aunque su principal misión era la evangelización religiosa, también se dedicaron a restaurar antiguos edificios y otras estructuras. Las nuevas misiones que construyeron fueron construidas de adobe.
La Misión de Nuestra Señora de Guadalupe del Norte fue de los últimos establecimientos en formar parte del Camino Real de California. Se fundó el 25 de junio de 1834 por el padre dominico Félix Caballero en honor a la virgen patrona de México, la Virgen de Guadalupe. Se estableció originalmente para nuevos colonos en la península, y no para indígenas. El padre Caballero la construyó con ayuda de la tribu del jefe Jatñil, de ascendencia kwatl. Jatñil le ayudaba a Caballero cultivando cosechas y construyendo otras misiones.
La misión de Nuestra Señora de Guadalupe del Norte se componía de dos altares y un coro. El complejo tenía tiendas y aposentos para el párroco. La misión se encontraba en una meseta con vista al Valle. En la misión se cultivaban árboles frutales, olivos y viñedos. También contaba con cabezas de ganado; en 1840, éstas llegaron a ser 4915.

### Deterioro e invasión
El deterioro de las misiones en Baja California comenzó en 1824. El gobierno de la República Federal, bajo el consejo de la Junta de Fomento de los Territorios de la Alta y Baja California creado en 1824, asumió su postura respecto a las misiones de Baja California. A pesar de reconocer los logros de las misiones, veían desfavorablemente la continuación de estas. En un informe sometido al presidente de la República, Guadalupe Victoria, con fecha de 6 de abril de 1825, expresaron lo siguiente:

«La Junta no ha podido persuadirse de que este sistema (el de las misiones) sea el único adecuado para promover entre los gentiles el deseo de la vida civil y social y los primeros rudimentos de ella, y mucho menos que tenga proporción y eficacia para llevarlos hasta su perfección (…) La conversión de la numerosa gentilidad que ocupa el territorio de las Californias es ciertamente objeto muy digno de la atención de una nación que ha hecho profesión en su Constitución Política de la Religión Católica Apostólica Romana; pero esta religión no debe anunciarse ni propagarse en otra forma que la que prescribió a sus apóstoles y ellos practicaron (…) La fuerza militar no debe aplicarse ni directa ni indirectamente a este objeto (…) Por la mansedumbre, afabilidad, docilidad e índole pacífica de los californianos, es de hecho menos necesario para su reducción el aparato militar (…) El estado en que se hallan las misiones actuales no corresponde a los grandes progresos que hicieron en los principios. Esta decadencia es muy notable en las de la Baja California y bastaría para probar que el sistema necesita de variación y reforma.»

Junta de Fomento de los Territorios de la Alta y Baja California.

Se logró un menor aprecio por parte del gobierno de la República hacia las misiones, lo que se tradujo en una casi total falta de apoyo económico a ellas. Aunado a ello, por decreto del 17 de agosto de 1833, “El gobierno procederá a secularizar las misiones de la Alta y Baja California.” Aunque en 1835  se suspendió la aplicación de dicha medida en la península, esta ya se encontraba en considerable deterioro. 
En 1836, alrededor de 400 indígenas yuma atacaron la Misión de Nuestra de Señora de Guadalupe del Norte; sin embargo, la pequeña porción de soldados enviados por el gobierno de la República pudo contener el ataque. En febrero de 1840, Jatñil, al oponerse a los bautizos forzosos a los que era sometida su tribu, inició una revuelta violeta en contra de la misión. Ésta fue tal que la misión tuvo que ser abandonada. Los frailes dominicanos mantuvieron la Misión de Nuestra Señora de Guadalupe del Norte durante poco más de cinco años.

### Epílogo

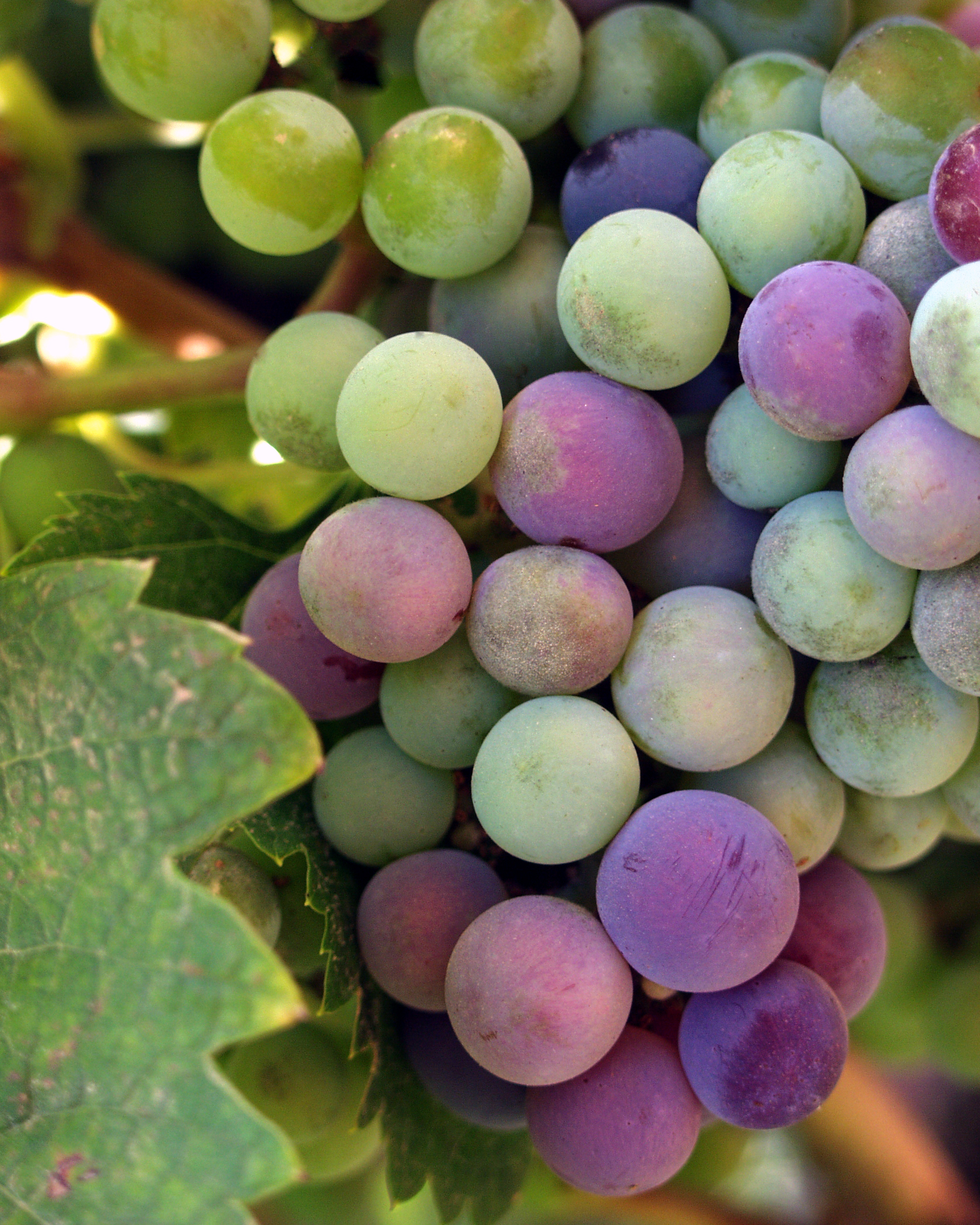
Uvas del Valle de Guadalupe para la elaboración de vinos

En julio de 1841, el encargado del gobierno de la Alta California, Luis Castillo Negrete, dividió la propiedad misional, advirtiendo que la propiedad de las misiones eran de la República, y que la tierra podría ser comprada por cualquier mexicano. Por ello, la ex misión de Nuestra Señora de Guadalupe del Norte pasó a ser propiedad del Estado, de un particular, y de una empresa rusa colonizadora de Baja California, una sociedad cooperativa.
De tal modo, la comarca alrededor de la ex misión de Guadalupe se convirtió en tierra de olivares y viñedos, en donde se establecieron decenas de familias rusas. Estos eran miembros de la comunidad religiosa de los molokanes, y fueron los primeros que impulsaron en gran escala el culto de la vid en el Valle de Guadalupe. Alrededor de sus restos se creó la ciudad de Guadalupe y el consecuente valle vitivinícola de Guadalupe.

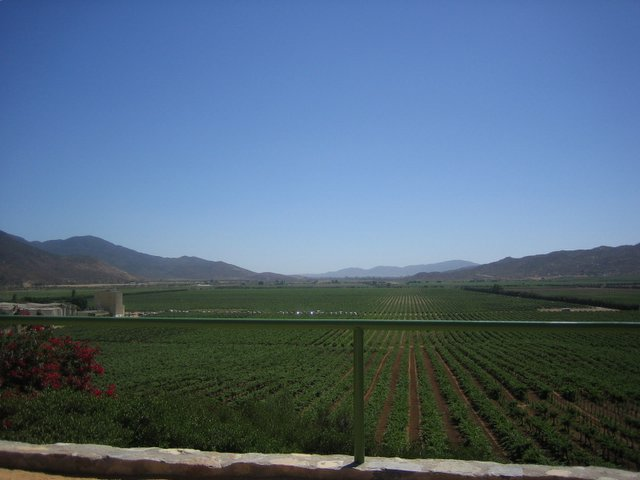
El Valle de Guadalupe actual